# Liste der Baudenkmäler in Tröstau
Auf dieser Seite sind die Baudenkmäler in der oberfränkischen Gemeinde Tröstau zusammengestellt. Diese Tabelle ist eine Teilliste der Liste der Baudenkmäler in Bayern. Grundlage ist die Bayerische Denkmalliste, die auf Basis des Bayerischen Denkmalschutzgesetzes vom 1. Oktober 1973 erstmals erstellt wurde und seither durch das Bayerische Landesamt für Denkmalpflege geführt wird. Die folgenden Angaben ersetzen nicht die rechtsverbindliche Auskunft der Denkmalschutzbehörde.

## Baudenkmäler nach Ortsteilen

### Tröstau
| Lage                                                          | Objekt                                   | Beschreibung | Akten-Nr.     | Bild              |
| ------------------------------------------------------------- | ---------------------------------------- | --- | ------------- | ----------------- |
| Alt Tröstau 2 (Standort)                                      | Ehemaliges Hammerherrenhaus              | Stattlicher, zweigeschossiger Satteldachbau mit Bodenerker, massiv und verputzt, im Kern 17. Jahrhundert | D-4-79-161-1  | BW                |
| Alt Tröstau 4 (Standort)                                      | Ehemaliges Stall- und Dienstbotengebäude | Erdgeschossiger Halbwalmdachbau, massiv und verputzt, Schieferdeckung, wohl noch 18. Jahrhundert | D-4-79-161-2  | BW                |
| Alt Tröstau 13 (Standort)                                     | Gasthaus                                 | Zweigeschossiger, traufständiger Halbwalmdachbau mit geohrten Tür- und Fensterrahmungen, um 1800 | D-4-79-161-3  | BW                |
| Im ehemaligen Schlosshof ()                                   | Brunnen                                  | | D-4-79-161-14 |                   |
| Burggutweg 2 (Standort)                                       | Ehemaliges Burggut, Wohnstallhaus        | Erdgeschossiger, giebelständiger Halbwalmdachbau, massiv und verputzt, in der reichen Türrahmung bezeichnet „1777“ | D-4-79-161-5  | BW                |
| Burggutweg 4 (Standort)                                       | Ehemaliges Burggut, Wohnstallhaus        | Zweigeschossig mit Halbwalmdach, massiv und verputzt, mit spätbarocker, geohrter Granit-Türrahmung, zur Straße gemauerter Torbogen | D-4-79-161-6  | BW                |
| Fichtelgebirgsstraße, bei der evangelischen Kirche (Standort) | Meilenstein                              | Granit, 19. Jahrhundert | D-4-79-161-13 | BW                |
| Grötschenreuther Straße 7 (Standort)                          | Gasthaus zur Post                        | Zweigeschossig und verputzt, Schieferdach mit Halbwalm auf der freien Seite, Mitte 19. Jahrhundert, Stall- und Tanzsaalanbau, freier Giebel ab Obergeschoss verschiefert und mit Halbwalm, um 1915, schmiedeeisernes Wirtshausschild im Rokoko-Stil, wohl Mitte 19. Jahrhundert | D-4-79-161-7  | Gasthaus zur Post |
| Grötschenreuther Straße 9 (Standort)                          | Wohnstallhaus                            | Zweigeschossiger Krüppelwalmdachbau, massiv und verputzt, um 1800 | D-4-79-161-8  | BW                |
| Grötschenreuther Straße 20, 22 (Standort)                     | Wohnstallhaus                            | Zweigeschossiger, giebelständiger Halbwalmdachbau, Giebelseite Sichtmauerwerk, um 1800 (im Stall bezeichnet „1804“), zweigeschossiger Stadel in Brockenmauerwerk, Halbwalm auf der freien Seite, erste Hälfte 19. Jahrhundert                                                   | D-4-79-161-9  | BW                |
| Mühlweg 1 (Standort)                                          | Wohnhaus                                 | Frackdachbau mit Fachwerk, 18./frühes 19. Jahrhundert | D-4-79-161-11 | BW                |
| Schmiedestraße 8, 10 (Standort)                               | Wohnhaus                                 | Erdgeschossiger Frackdachbau, erste Hälfte 19. Jahrhundert, teilweise modernisiert | D-4-79-161-12 | BW                |

### Kühlgrün
| Lage                                            | Objekt          | Beschreibung | Akten-Nr.     | Bild |
| ----------------------------------------------- | --------------- | --- | ------------- | ---- |
| Nähe Kühlgrün, an der Straße nach Hildenbach () | Schaftbildstock | Granit, vierseitiger Schaft mit gefasten Kanten, vierseitiger Aufsatz mit rundbogigen Flachnischen und Pyramidenabschluss, 16./17. Jahrhundert | D-4-79-161-15 |      |

### Leupoldsdorf
| Lage                           | Objekt                        | Beschreibung | Akten-Nr.     | Bild           |
| ------------------------------ | ----------------------------- | --- | ------------- | -------------- |
| Schloßweg 14 (Standort)        | Hammer-Herrenhaus             | Dreigeschossiger Walmdachbau mit Kuppeldachreiter, 17. Jahrhundert, nach 1816 aufgestockt, Torhaus mit Eisenwappen, bezeichnet „1687“, Torhaus, zweigeschossiger Satteldachbau, massiv und verputzt, 17. Jahrhundert | D-4-79-161-17 | weitere Bilder |
| Tröstauer Straße 13 (Standort) | Wohnstallhaus                 | Erdgeschossiger Satteldachbau mit gestuftem Giebel, 18. Jahrhundert | D-4-79-161-18 | BW             |
| Vordorfer Straße 19 (Standort) | Ehemaliges Schichtmeisterhaus | Wohnhaus, zweigeschossiger Walmdachbau, wohl noch 18. Jahrhundert, weitgehend modernisiert | D-4-79-161-16 | BW             |

### Vierst
| Lage                | Objekt                       | Beschreibung                                           | Akten-Nr.     | Bild                         |
| ------------------- | ---------------------------- | ------------------------------------------------------ | ------------- | ---------------------------- |
| Vierst 7 (Standort) | Wohnstallhaus mit Satteldach | Obergeschoss in Fachwerk, erste Hälfte 19. Jahrhundert | D-4-79-161-19 | Wohnstallhaus mit Satteldach |

### Vordorf
| Lage                        | Objekt               | Beschreibung | Akten-Nr.     | Bild |
| --------------------------- | -------------------- | --- | ------------- | ---- |
| Vordorf 2 (Standort)        | Wohnstallhaus        | Zweigeschossiger Satteldachbau, massiv und verputzt, im Dachstuhl bezeichnet „1800“                                           | D-4-79-161-20 | BW   |
| Vordorf 9 (Standort)        | Wohnstallhaus        | Wirtschaftsteil, erdgeschossiger Satteldachbau, im Kern 17. Jahrhundert                                                       | D-4-79-161-21 | BW   |
| Vordorf 11 (Standort)       | Wohnstallhaus        | Ehemaliges Forsthaus, zweigeschossiger Satteldachbau, wohl um 1800, verändert                                                 | D-4-79-161-22 | BW   |
| Vordorf 17 (Standort)       | Wohnstallhaus        | Giebelständiger Frackdachbau, um 1800, modern verputzt und verkleidet                                                         | D-4-79-161-23 | BW   |
| Vordorf 18 (Standort)       | Ehemaliges Gasthaus  | Stattlicher, zweigeschossiger Halbwalmdachbau, wohl noch 18. Jahrhundert, teilweise modernisiert, Wirtshausschild um 1830/40  | D-4-79-161-24 | BW   |
| Vordorf 22, 22 a (Standort) | Wohnstallhaus        | Zweigeschossiger Frackdachbau, um 1800, verändert                                                                             | D-4-79-161-25 | BW   |
| Vordorf 26 (Standort)       | Wohnstallstadel      | Wohnteil erdgeschossig mit gestuftem Giebel, Stallteil zweigeschossig und verschalt, Satteldach, um 1794                      | D-4-79-161-26 | BW   |
| Vordorf 36 (Standort)       | Ehemaliges Schulhaus | Zweigeschossiger Walmdachbau mit Lisenengliederung und geohrten Tür- und Fensterrahmungen, Dachreiter, 1832, aufgestockt 1887 | D-4-79-161-27 | BW   |

## Ehemalige Baudenkmäler
In diesem Abschnitt sind Objekte aufgeführt, die früher einmal in der Denkmalliste eingetragen waren, jetzt aber nicht mehr. Objekte, die in anderem Zusammenhang – also z. B. als Teil eines Baudenkmals – weiter eingetragen sind, sollen hier nicht aufgeführt werden. Aktennummern in diesem Abschnitt sind ehemalige, jetzt nicht mehr gültige Aktennummern.

| Lage                              | Objekt        | Beschreibung                                                                    | Akten-Nr.     | Bild |
| --------------------------------- | ------------- | ------------------------------------------------------------------------------- | ------------- | ---- |
| Tröstau ()                        | Grenzstein    | Im Erdreich liegender Stein mit vertieft eingearbeiteter Inschrift „C. W. 1710“ | D-4-79-161-28 |      |
| Tröstau Alt Tröstau 15 (Standort) | Wohnstallhaus | Erdgeschossiger Satteldachbau mit gestuftem Giebel, um 1800                     | D-4-79-161-4  | BW   |

## Abgegangene Baudenkmäler
In diesem Abschnitt sind Objekte aufgeführt, die früher einmal in der Denkmalliste eingetragen waren, jetzt aber nicht mehr existieren, z. B. weil sie abgebrochen wurden. Aktennummern in diesem Abschnitt sind ehemalige, jetzt nicht mehr gültige Aktennummern.

| Lage                              | Objekt   | Beschreibung                                                                          | Akten-Nr.     | Bild |
| --------------------------------- | -------- | ------------------------------------------------------------------------------------- | ------------- | ---- |
| Tröstau Hauptstraße 11 (Standort) | Wohnhaus | Traufständiges Frackdachhaus mit gestuftem Giebel, 19. Jahrhundert, modern verkleidet | D-4-79-161-10 | BW   |